# 死後硬直
死後硬直（しごこうちょく）は、死体の筋肉が硬化する現象のこと。

## 機序
死に伴い身体の循環系が停止すると酸素の供給が行われなくなる。すると酸素を消費する好気的な生合成が停止するが嫌気的な生合成は継続する。そのため筋肉中のATPは消費されるが生産されない状態になり時間をかけて徐々に枯渇する。すると筋原線維の収縮タンパクであるアクチン、ミオシンからアクトミオシンを生じて硬化する。硬化した後は筋原繊維が身体の至るところで断絶して解硬する（つまり筋肉の機能が失われる）。

## 進展

### 硬直
死後硬直の進展は環境温度等の影響を受けるが、20℃前後では通常死後2 - 3時間程度経過してから徐々に内臓、顎や首から始まり、死後12時間ほどで大関節、末梢関節などの全身に及ぶ。これらの進行を「下行型硬直」というが、この現象について近年の報告では、筋のタイプ（速筋・遅筋）によって硬直の発現に時間差があり、筋肉質の青壮年者で経過が速く、老人・小児では遅い。硬直のピークは、死後10～12時間である。
筋肉への酸素の供給が絶たれると好気的な代謝は停止するが、嫌気的な代謝は継続して行われる。つまり筋肉中のATPが消費され、グリコーゲンが嫌気的に分解されて乳酸を生成する。これによって徐々に筋肉のpHが低下する。最低到達pHになると嫌気的な代謝も阻害されるため、それ以下にpHが下がることはない。pHの低下に伴い、筋源繊維タンパク質であるミオシンとアクチンが強く結合してアクトミオシンを生成し、筋肉は硬い状態になる。
また、死後硬直はATPの枯渇により進行するので、体内のATPが通常よりもともと少ない場合、例えば激しい運動で肉体が疲弊している状態のまま死亡した場合などには、硬直は通常より早く始まる。有名な例において、弁慶は衣川の戦いにおける戦いで奮戦し力を絞り尽くしたため、死の直後に硬直した（弁慶の立ち往生）と考えられている。

### 緩解
死後30時間から40時間程度で徐々に硬直は解け始め、死後90時間後には完全に解ける。緩解時期は、夏は死後2日ほど、冬は4日ほどである。犯罪捜査上、死後硬直の進展状況から死亡推定時刻を割り出す場合があり、法医学的に重要である。硬直は人為的に緩解させることが可能であるが、死後非常に早い時期（4 - 5時間以内）であれば再硬直が起こりうる。
死後硬直が解ける事を解硬というが、これは筋肉細胞に残存するタンパク質分解酵素プロテアーゼにより筋源繊維が切断されて小片化するためであると考えられている（その他にも筋肉中のCa2+（カルシウムイオン）が関与しているとする説もある）。つまり死後の筋肉の硬直と解硬は単に硬くなったものが元に戻るわけではなく、それぞれ別の原理によって行われている。緩解は、言うなれば筋肉組織が崩壊していく事により起こる現象（食肉ではこれを"熟成"と呼ぶ）なので、一度解硬した筋肉が再び「死後硬直で」硬くなる事はない。
このプロセスにより筋源繊維が至るところで切断されるため、構造的な意味で筋肉が動くことは全く不可能となる。
ごく稀に、不均一な硬直による筋肉の収縮などで遺体が動き、生き返ったように見えて周囲の人を驚かすこともある。

## 納棺時の対処
死後半日 - 1日余りの間はちょうど死後硬直のピークに当たるため、死亡時に手足が曲がっていたり目や口が開いたりしたままの状態で長時間寝かせていた場合、通夜や葬儀に際して姿勢を整えようとしても硬くて動かせない事態がしばしば起こる。死後時間が経ってから手指を胸元で組ませようとする場合も同様である。
また、かつて土葬で樽型の座棺が主流だった時代は、布団に安置した状態から体育座りのように膝を折って納めるため（屈葬）、死後硬直による不都合が発生する頻度も高かった。このような場合、昔は遺族らで強引に関節を折り曲げて納棺するケースも多かったが、近年の葬祭業者は、湯灌や部分加熱で温めながら、筋肉の硬直を解して整える方法をとっている。